# Anthony Weiner
Pour les articles homonymes, voir Weiner.
Anthony David Weiner, né le 4 septembre 1964 à Brooklyn (New York), est un homme politique américain, membre du Parti démocrate.
En 2017, Anthony Weiner plaide coupable d'avoir envoyé du contenu obscène à un mineur et est condamné à 21 mois de prison. Il doit également s'inscrire sur le registre de délinquants sexuels. Weiner commence à purger sa peine de prison fédérale la même année et est libéré en 2019.

## Biographie

### Origines
Né dans le quartier de Brooklyn à New York, Anthony Weiner est le deuxième fils d'une famille juive. Son père, Mort Weiner, est avocat, et sa mère, Frances (née Finkelstein), est professeur de mathématiques dans une école secondaire publique.

### Carrière
Il est élu à la Chambre des représentants de la neuvième circonscription de l'État de New York de 1999 à 2011. En politique internationale, il vote en faveur de l'invasion de l'Irak en 2002 et s'oppose à l'entrée de délégués palestiniens à l'ONU qu'il qualifie de « terroristes ».
Il est forcé de démissionner le 16 juin 2011 à la suite du scandale provoqué par la publication de photographies explicites et de textos à caractère sexuel avec différentes femmes,,.
En 2013, il postule à nouveau une investiture démocrate dans la course à la mairie de New York. De nouvelles révélations et photos compromettantes sont également publiées par la presse,,. C'est finalement Bill de Blasio qui est désigné candidat puis élu maire.
Il se reconvertit ensuite dans le conseil chez Woolf Weiner Associates.

### Affaires de sexting et condamnation
Depuis 2011, Anthony Weiner s'est retrouvé mêlé à plusieurs affaires de sexting.
Le 27 mai 2011, Anthony Weiner envoie une photo dénudé via son compte Twitter ; il démissionne du Congrès
Le 23 juillet 2013, après son retour en politique, il envoie une nouvelle fois des photos dénudées à une femme de 22 ans sous le pseudonyme « Carlos Danger ».
Le 21 septembre 2016, le Daily Mail révèle que Weiner a envoyé des photos dénudées à une jeune fille de 15 ans.
Le 6 novembre 2017, il est condamné à 21 mois de prison après avoir plaidé coupable d'avoir envoyé du contenu obscène à une mineure de 15 ans, pour les photos et messages sexuellement explicites envoyés à la jeune fille. Il doit également s'inscrire sur un registre de délinquants sexuels.
Son nom est fréquemment cité par les partisans du Pizzagate.

### Vie privée
Il est marié à Huma Abedin, chef de cabinet et assistante de l'ancienne secrétaire d'État des États-Unis Hillary Clinton. Le couple a un fils, Jordan, né le 21 décembre 2011.
Le 29 août 2016, Huma Abedin alors en pleine campagne présidentielle pour Hillary Clinton, annonce mettre fin à leur mariage, à la suite de nouvelles incartades de son mari.
Début 2025 Alexander Soros, fils de Georges Soros annonce ses fiançailles avec Huma Abedin. 

## Historique électoral

### Chambre des représentants
| Année | Anthony Weiner | Républicain | Libéral (en) | Conservateur (en) |
| ----- | -------------- | ----------- | ------------ | ----------------- |
| Année |                |             |              |                   |
| 1998  | 66,47 %        | 23,38 %     | 5,46 %       | 4,69 %            |
| 2000  | 68,44 %        | 31,56 %     | —            | —                 |
| 2002  | 65,71 %        | 34,29 %     | —            | —                 |
| 2004  | 71,32 %        | 28,68 %     | —            | —                 |
| 2006  | 100,00 %       | —           | —            | —                 |
| 2008  | 93,05 %        | —           | —            | 6,95 %            |
| 2010  | 60,81 %        | 39,14 %     | —            | —                 |

### Documentaire
Weiner (en) est un documentaire américain sorti en 2016 réalisé par Josh Kriegman et Elyse Steinberg sur la campagne d'Anthony Weiner pour l'élection municipale de New York en 2013.